# Holme, Cumbria
Holme är en by och en civil parish i Storbritannien. Den ligger i grevskapet Cumbria och riksdelen England, i den centrala delen av landet, 300 km nordväst om huvudstaden London. Orten har 1 167 invånare (2001).